# Anna Maria Moix i Meseguer
Anna Maria Moix i Meseguer (Barcelona, 12 d'abril de 1947 - Barcelona, 28 de febrer de 2014) fou una escriptora catalana en castellà. Era germana del també escriptor Terenci Moix.

## Biografia
Conreà la poesia, de línia avantguardista, amb la utilització del collage. El 1970 va ser l'única veu de dona representada a l'antologia Nueve novísimos poetas españoles. Va mantenir bones relacions amb l'anomenada Gauche Divine i amb els escriptors i editors Carlos Barral, Pere Gimferrer i Félix de Azúa, i entre les seves amigues es compten Ana María Matute i Cristina Peri Rossi. El 1985 i el 1995 va guanyar el Premi Ciutat de Barcelona.
Fou traductora al castellà d'obres d'autors com ara Samuel Beckett, Marguerite Duras, Michel Leiris, Françoise Sagan i Mercè Rodoreda.
El 1996 formà part dels signants dels manifests del Foro Babel. Des del 2006 va ser directora de l'Editorial Bruguera.
El 2006 va rebre la Creu de Sant Jordi.
L'octubre de 2012 signà, juntament amb un centenar de professionals, un manifest a favor del federalisme espanyol i en contra la independència de Catalunya.
Morí el 28 de febrer de 2014 a la ciutat de Barcelona després de patir un càncer.
El 2024, va passar a donar nom a la Biblioteca Fort Pienc.

## Obres

### Poesia
- Baladas para el dulce Jim (1969)
- Call me Stone (1969)
- No Time for flowers (1971)
- A imagen y semejanza (1983)

### Narració
- Julia (1969)
- Walter, ¿por qué te fuiste? (1973)
- La maravillosa colina de las edades primitivas (1973)
- Ese chico pelirrojo a quien veo cada día (1973)
- Los robots. Las penas (1982)
- Las virtudes peligrosas (1985)
- La niebla y otros relatos (1988)
- Vals negro (1995)
- De mi vida real nada sé (2002)

### Assaig
- Manifiesto personal (2011)